# Jean Filiatrault
Pour les articles homonymes, voir Filiatrault.
Œuvres principales
- Chaînes (1955)
- L'argent est odeur de nuit (1961)

Jean Filiatrault (Montréal, 14 décembre 1919 - Montréal, 13 mars 1982) est un romancier et scénariste québécois.

## Biographie
Après avoir occupé un poste à la Banque canadienne nationale, il travaille pendant la Deuxième Guerre mondiale pour l'Armée canadienne et dans une entreprise import-export. En 1945, il fait un bref passage comme journaliste à Notre Temps, organe de presse catholique, puis travaille dans le monde de la publicité pendant plusieurs années, menant en parallèle une carrière d'homme de lettres. Il est également directeur de la corporation des traducteurs professionnels du Québec et secrétaire de la Commission d'enquête sur l'enseignement des arts au Québec.
Il fait paraître dans les années 1950 trois romans ayant l'inceste pour thème : Terres stériles, Chaînes et Le Refuge impossible. Chaînes, surtout, vaut à Filiatrault la notoriété (Prix du Cercle du livre de France) et demeure encore aujourd'hui un modèle de littérature psychologique canadienne-française d'avant la Révolution tranquille, grâce à une structure originale (l'œuvre se révèle moins un roman qu'un diptyque de deux nouvelles liées par un thème commun) et un traitement à peine voilé de l'inceste entre mère et fils.  Par ailleurs, dans tous les romans de cette trilogie de l'inceste, où percent les influences du romancier français François Mauriac et du dramaturge norvégien Henrik Ibsen, la présence du meurtre, de la tentative de meurtre ou du désir de meurtre soulignent, dès cette époque, l'intérêt de Filiatrault pour la littérature policière. Au début des années 1960, il aborde le roman policier avec L'argent est odeur de nuit (1961, version remaniée 1967), texte inspiré par L'Homme de Londres de Georges Simenon.  Ce thriller psychologique, situé dans le cadre fluvial du Canal Lachine, à deux pas de la résidence de l'auteur, compte parmi les premiers exemples du genre policier de qualité dans la littérature québécoise. 
En janvier 1959, Filiatrault devient l'un des fondateurs de la revue Liberté avec Jacques Godbout, Fernand Ouellette, André Belleau, Paul-Marie Lapointe, Michel Van Schendel, Lucie Véronneau et Gilles Carle.  Il rédige dans cette revue des articles et y publie de courtes nouvelles.
Dans les années 1960, il se consacre surtout à l'écriture de téléromans pour la télévision de Radio-Canada : La Balsamine (1962-1963 - œuvre faussement attribuée à Jean Desprez par plusieurs sources), Le Bonheur des autres (1965-1967), Le Paradis terrestre - en collaboration avec Réginald Boisvert qui rédige seul la première saison - (1968-1972). En 1972, ce dernier feuilleton, censuré par la télévision d'État, est abruptement retiré de l'horaire, en raison de thèmes controversés : homosexualité, prostitution, amour libre, nudité...   Là encore, l'intrigue de la saison annulée devait tourner autour d'un meurtre sordide perpétré dans une tour d'habitation de Montréal.  L'homosexualité affichée de certains personnages ne serait pas étranger à la décision de la télévision d'État de censurer la série.
Élu président de la Société des écrivains canadiens en 1960 et membre de la Société royale du Canada en 1961, Filiatrault collabore en outre à de nombreux textes pour la radio.
Il meurt subitement d'un cancer du pancréas en mars 1982.
Le fonds d'archives de Jean Filiatrault est conservé au centre d'archives de Montréal de Bibliothèque et Archives nationales du Québec.

## Œuvre

### Romans
- Terres stériles, roman, Québec, Institut littéraire du Québec, 1953
- Chaînes, nouvelles ou roman-diptyque, Montréal, Le Cercle du livre de France, 1955
- Le Refuge impossible, roman, Montréal, Le Cercle du livre de France, 1957 ; réédition dans une version définitive, revue et corrigée, Montréal, Cercle du livre de France, coll. « CLF Poche » no 20, 1969
- L'argent est odeur de nuit, roman policier, Montréal, Le Cercle du livre de France 1961 ; réédition dans une version définitive, revue et corrigée, Montréal, Cercle du livre de France, coll. « CLF Poche » no 5, 1967

### Autres ouvrages
- Les Mains vides, adaptation d'un film Ciné-France, Montréal, Fides, 1954

### Téléromans
- La Balsamine, téléroman, Société Radio-Canada, 1962-1963
- Le Bonheur des autres, téléroman, Société Radio-Canada, 1965-1967
- Le Paradis terrestre, téléroman, Société Radio-Canada, 1968-1972

## Récompenses
- 1954 : Prix David pour Terres stériles
- 1955 : Prix du Cercle du livre de France pour Chaînes